# Артур. Идеальный миллионер
«Артур. Идеальный миллионер» (англ. Arthur) — кинокомедия режиссёра Джейсона Уайнера, ремейк фильма «Артур» 1981 года. Премьера — 8 апреля 2011 года (в России — 18 августа).
Фильм получил в основном негативные отзывы кинокритиков: рейтинг одобрения на Rotten Tomatoes составляет 26 %.

## В ролях
| Актёр             | Роль           |
| ----------------- | -------------- |
| Рассел Брэнд      | Артур Бак      |
| Хелен Миррен      | Лиллиан Хобсон |
| Дженнифер Гарнер  | Сьюзен Джонсон |
| Грета Гервиг      | Наоми Куинн    |
| Луис Гусман       | Биттерман      |
| Джеральдин Джеймс | Вивьен Бак     |
| Ник Нолти         | Берт Джонсон   |